# Шараты
Шара́ты — село в Нукутском районе Усть-Ордынского Бурятского округа Иркутской области. Входит в муниципальное образование «Шаратское».

## География
Село расположено на Иркутско-Черемховской равнине в Тулуно-Балаганской лесостепной зоне в знаменитой Унгинской долине. Находится в 21 км от районного центра, на высоте 442 м над уровнем моря. Состоит из 4 улиц: Заречная, Молодёжная, Центральная, Юбилейная 

## Население
| 2002 | 2010 | 2011 | 2012 |
| ---- | ---- | ---- | ---- |
| 319  | ↗328 | →328 | ↘324 |